# Gamze Bulut Duvar
Gamze Bulut Duvar (gɑ̃mˈze ̌ buˈɫutʰ; * 3. August 1992 in Eskişehir als Gamze Bulut) ist eine türkische Leichtathletin, die im Mittel- und Langstreckenlauf sowie im Hindernislauf an den Start geht. Sie war über viele Jahre wegen Dopings gesperrt.

## Sportliche Laufbahn
Erste internationale Erfahrungen sammelte Gamze Bulut Duvar im Jahr 2009, als sie bei den Jugendweltmeisterschaften in Brixen im 2000-Meter-Hindernislauf mit 7:09,86 min in der Vorrunde ausschied und anschließend beim Europäischen Olympischen Jugendfestival (EYOF) in Tampere in 6:50,24 min die Bronzemedaille gewann. In den Folgenden Jahren nahm sie an mehreren Großveranstaltungen teil und gewann dort auch mehrere Medaillen, beispielsweise bei den Europameisterschaften 2012 in Helsinki und war kurze Zeit auch Olympiasiegerin über 1500 Meter, ehe sie 2017 selbst wegen Dopings gesperrt wurde und alle ihre Resultate seit 2011 annulliert wurden.
2021 wurde Bulut türkische Meisterin im 3000-Meter-Lauf in der Halle und startete kurz darauf bei den Balkan-Hallenmeisterschaften in Istanbul, konnte dort aber ihr Rennen über 3000 Meter nicht beenden. 2023 belegte sie dann bei den Balkan-Meisterschaften in Kraljevo in 4:20,25 min den sechsten Platz über 1500 Meter. Im Jahr darauf gewann sie bei den Balkan-Meisterschaften in Izmir in 4:13,44 min die Silbermedaille hinter ihrer Landsfrau Tuğba Toptaş. Im Dezember gelangte sie bei den Crosslauf-Europameisterschaften in Antalya mit 19:03 min auf den achten Platz in der Mixed-Staffel.

## Doping
Seit 2016 stand Bulut, die Trainingspartnerin von Aslı Çakır Alptekin war, selbst im Verdacht, Dopingmittel einzunehmen. Ihr biologischer Pass wies dahingehende Unregelmäßigkeiten auf. Schließlich wurde sie Ende März 2017 vom Leichtathletik-Weltverband IAAF für vier Jahre gesperrt, ihr die Goldmedaille von London 2012 offiziell aberkannt sowie ihre Resultate seit 20. Juli 2011 annulliert.

## Persönliche Bestzeiten
- 1500 Meter: 4:11,77 min, 9. Juli 2023 in Bursa
- 3000 Meter: 10:20,60 min, 29. August 2010 in Ankara
  - 3000 Meter (Halle): 9:27,30 min, 5. Februar 2021 in Istanbul
- 3000 m Hindernis: 10:13,73 min, 5. Juni 2011 in Istanbul